# Pomník obětem 1. světové války ve Střešovicích
Pomník obětem 1. světové války ve Střešovicích v Praze je umístěn ve vilové čtvrti Ořechovka na střední ose Macharova náměstí v jeho jižní části, proti Ústřednímu domu. Je chráněn jako nemovitá kulturní památka České republiky.

## Historie
Pomník pochází z roku 1929 a jeho autorem je sochař Josef Franěk, žák Bohumila Kafky. Na architektonickém řešení spolupracoval s architektem Aloisem Dryákem.

## Popis
Pomník je údajně vytesán z vápence z vesnice Pučišća v bývalé Jugoslávii. Na odstupňovaném soklu spočívá socha, která znázorňuje raněného vojáka. Ten v záklonu klesá k zemi, hlavu má zakloněnou, oči zavřené a ústa pootevřená. Na sobě má pěšáckou uniformu, u pasu zásobníkové sumky a dýku a na nohou ovinovačky; vedle jeho pravé paže leží helma.
Na čelní stěně podstavce je nápis: „Střešovice svým padlým 1914-1918“. Část nápisu zanikla (byla osekána). Původně nápis zněl: „Střešovice svým padlým v boji za svobodu 1914-1918“, na zadní stěně: „Postaveno péčí občanů střešovických r. 1929“. Po obou stranách podstavce jsou vyryta jména padlých.